# La Grande Pastorale (pièce de théâtre)
Pour le film de René Clément, voir La Grande Pastorale (film).
La Grande Pastorale est un mystère provençal en six tableaux de Pol d'Estoc et Charles Hellem créé sur une musique d'Henri-Maurice Jacquet et dans une mise en scène de Firmin Gémier au Cirque d'Hiver à Paris le 10 mars 1920 .

## Historique
« Dans mon cœur d'auteur dramatique et de bon Provençal, je garde jalousement une intime satisfaction dont je tire même quelque vanité. C'est d'avoir initié les Parisiens — gens sceptiques et blasés — à la poésie naïve et familiale de nos chers petits santons ; c'est de leur avoir fait prendre goût à la saveur populaire et joyeuse de nos Pastorales où se donne libre carrière la bonne humeur méridionale des galéjades fleurant l'ail, le thym et la lavande. C'est d'avoir, sans doute, montré le chemin des boulevards à Marius et à Fanny. »

— Pol d'Estoc
À l'issue d'une représentation de la pastorale provençale dans un théâtre des allées de Meilhan, Firmin Gémier, qui y assiste en compagnie de Pol d'Estoc et de Charles Hellem, impressionné par l'enthousiasme des marseillais, commande aux auteurs une version de la pièce, se proposant de la monter à Paris.
Dans sa quête d'un théâtre national populaire, entre théâtre ambulant et Odéon, Firmin Gémier s'installe temporairement au cirque d'hiver de Paris où Serge Sandberg accueille à nouveau les concerts populaires fondés par Jules Pasdeloup. Il y monte la Grande Pastorale d'Hellem et d'Estoc qui s'inscrit dans son projet de faire découvrir le théâtre des régions de France.
Paul Gsell rapporte dans son entretien avec Firmin Gémier consacré au Théâtre national populaire et publié dans le numéro 15 du 1er août 1921 de La Revue mondiale : 

« Toute la Provence y était représentée par les joyeux types populaires que les sculpteurs de faubourg reproduisent là-bas dans les statuettes de plâtre colorié appelées « santons ». Les tambourinaires de la Camargue menaient allègrement la farandole. Et il semblait vraiment, tant la fête était réussie, que vous eussiez fait venir à Paris le soleil de la Méditerranée. »

— Paul Gsell, Le Théâtre national populaire